# Abraham Krzepicki
Abraham (Jakub) Krzepicki (ur. 18 sierpnia 1915 w Prasze, zm. prawdopodobnie 22 kwietnia 1943 w Warszawie) – uciekinier z obozu zagłady w Treblince oraz autor relacji z tego obozu złożonej w podziemnym archiwum getta warszawskiego. Członek Żydowskiej Organizacji Bojowej (ŻOB).

## Życiorys
O życiu i pochodzeniu Krzepickiego niewiele wiadomo i główne źródło informacji w tym zakresie stanowią pozostawione przez niego relacje oraz zapiski na zdjęciu dołączonym do jego relacji złożonej w archiwum grupy Oneg Szabat.
Urodził się w Praszce. Od 1928 razem z rodziną mieszkał w Gdańsku. Służył w Wojsku Polskim. W trakcie polskiej wojny obronnej we wrześniu 1939, dostał się do niewoli niemieckiej z której zbiegł i przedostał się do Warszawy. W trakcie okupacji niemieckiej przebywał w getcie warszawskim, gdzie pracował w fabryce sztucznego miodu i cukierków „Palma” przy ul. Zamenhofa 19. 
25 sierpnia 1942 podczas wielkiej akcji deportacyjnej w getcie warszawskim, został deportowany do obozu zagłady w Treblince. Po przybyciu do obozu przeszedł selekcję i został skierowany do pracy, unikając śmierci w komorze gazowej. 13 września 1942 uciekł z obozu, ukrywając się w wagonie z odzieżą wywożoną z obozu. Następnie ukrywał się w Stoczku (był świadkiem likwidacji tamtejszego getta i deportacji jego mieszkańców do obozu Treblinka II) i pobliskich lasach. Do Warszawy powrócił  pod koniec września 1942 już po zakończeniu wielkiej akcji deportacyjnej.
W getcie warszawskim złożył obszerną relację członkom grupy Oneg Szabat. Jego relacje spisała jego sąsiadka, Rachela Auerbach. Spisywanie trwało od 28 grudnia 1942 do 7 marca 1943. Wstąpił również do Żydowskiej Organizacji Bojowej. Zginął prawdopodobnie 22 kwietnia 1943 w trakcie powstania w getcie warszawskim. 
Obydwie relacje Krzepickiego (pełna i skrócona) zostały opublikowane w 13. tomie pełnej edycji Archiwum Ringelbluma „Ostatnim etapem przesiedlenia jest śmierć”.
W 2017 nakładem wydawnictwa Żydowskiego Instytutu Historycznego, ukazała się książka pt. Człowiek uciekł z Treblinek... rozmowy z powracającym zawierająca relacje Krzepickiego.